# Мирослав Стеванович
Мирослав Стеванович (босн. Miroslav Stevanović, нар. 29 липня 1990, Зворник) — боснійський футболіст, півзахисник, фланговий півзахисник клубу «Серветт». Виступав, зокрема, за клуби «Воєводина» та «Севілья», а також національну збірну Боснії і Герцеговини.

## Ранні роки
Народився в місті Зворник, СФР Югославія, тепер — Боснія І Герцеговина

## Клубна кар'єра
Стеванович розпочав займатися футболом у команді з рідного міста «Дрина» (Зворник). Пізніше він переїхав до Сербії, де розпочав свої виступи за молодіжну команду «Воєводини». У дорослому футболі дебютував у 2009 році, коли вийшов на поле в складі клубу «Палич» з Сербської ліги Воєводина (третій дивізіон сербського чемпіонату). Після виступів на правах оренди, він нарешті отримав шанс проявити себе у «Воєводині». Дебютував у сербській Суперлізі 15 серпня 2010 року в поєдинку проти «Ягодини» (0:0). Дебютним голом у сербському чемпіонаті відзначився 11 вересня 2010 року проти «Чукаричок» (перемога «Воєводини» з рахунком 2:0). Його вдала гра в клубі та національній збірній стала запорукою перемоги в премії «Спортивна персона року» від муніципалітету Зворник в 2011 році.
2 січня 2013 року Мирослав, якрму на той час виповнилося 22 роки, підписав 5-річний контракт з представником Ла-Ліги, клубом «Севілья». Орієнтовна вартість переходу склала 1,5 мільйони євро. Після прибуття до Міжнародного аеропорту Сан-Пабло його зустрів гравець «Севільї» та співвітчизник Емір Спахич, а також представник першої команди Хуан Мартагон. 9 січня 2013 року він дебютував у складі «Севільї» в матчі Копа-дель-Рей проти «Мальорки», провівши на полі весь другий тайм. 12 січня 2013 року дебютував за «Севілью» в програному (0:2) поєдинку Прімери. Того сезону зіграв 10 матчів (7 у чемпіонаті та 3 в кубку), виходячи на заміну, проте не зміг переконати Унаї Емері (замінив на посаді головного тренера «кажанів» Мічела Гонсалеса) у власній професійній придатності.
5 липня 2013 року Стеванович, разом з Альберто Ботія та Ману Дель Моралом, на правах оренди перейшов до «Ельче», який щойно підвищився в класі. Після невдалої оренди в «Ельче» перейшов, знову в оренду, до друголігового клубу «Алавес». У серпні 2014 року «Севілья» розірвала контракт зі Стевановичем.
У грудні 2014 року підписав 3-річний контракт з угорським клубом «Дьйор». У червні 2015 року залишив розташування клубу.
У грудні 2015 року Мирослав підписав 1-річний контракт з грецьким клубом «Ерготеліс».. 30 грудня 2015 року його контракт з клубом завершився.
26 січня 2016 року він підписав 2-річний контракт із боснійським клубом «Желєзнічар», в якому мав намір перезавантажити свою кар'єру. Завдяки вдалій грі за клуб, Стевановича було визнано Найкращим гравцем сезону 2016/17 років. Він також повідомив керівництво клубу, що не має наміру продовжувати контракт й планує залишити клуб у статусі вільного агента.
До складу клубу «Серветт» приєднався 24 липня 2017 року, підписавши 3-річний контракт. 4 серпня дебютував за женевський клуб у виїзному матчі чемпіонату проти «Рапперсвіль-Йони». 10 вересня відзначився дебютним голом у другому дивізіоні швейцарського чемпіонату проти «Шаффгаузена». Станом на 14 жовтня 2017 відіграв за женевську команду 9 матчів в національному чемпіонаті.

## Виступи за збірні
2006 року дебютував у складі юнацької збірної Боснії і Герцеговини, взяв участь у 15 іграх на юнацькому рівні, відзначившись 3-ма забитими м'ячами.
Протягом 2009–2012 років залучався до складу молодіжної збірної Боснії і Герцеговини. На молодіжному рівні зіграв у 17 офіційних матчах, відзначився 6-ма голами.
У вересні 2011 року він був запрошений до головної збірної на матч групи D кваліфікації Євро 2012 проти Білорусі. 26 травня 2012 року дебютував у складі національної збірної Боснії і Герцеговини у товариському поєдинку проти збірної Ірландії. 15 серпня 2012 року під час гри проти Уельсу він відзначився голом та гольовою передачею, заслуживши похвалу та визнання серед ЗМІ та головного тренера боснійців Сафета Сушича. Згодом Стеванович став постійним гравцем у відбірковій кампанії Боснії та Герцеговини на Чемпіонаті світу 2014 року, й навіть був названий «найкращим вибором Сафета Сушича» на сайті національної команди.

## Статистика виступів

### Клубна
Станом на match played 20 September 2017.
| Клуб                         | Сезон             | Ліга                    | Ліга  | Ліга | Кубок | Кубок | Континентальний | Континентальний | Загалом | Загалом |
| Клуб                         | Сезон             | Дивізіон                | Матчі | Голи | Матчі | Голи  | Матчі           | Голи            | Матчі   | Голи    |
| ---------------------------- | ----------------- | ----------------------- | ----- | ---- | ----- | ----- | --------------- | --------------- | ------- | ------- |
| «Палич» (оренда)             | 2009–10           | Сербська ліга Воєводина | 13    | 4    | –     | –     | –               | –               | 13      | 4       |
| «Борац» (Баня-Лука) (оренда) | 2009–10           | Прем'єр-ліга            | 15    | 2    | 4     | 1     | –               | –               | 19      | 3       |
| «Воєводина»                  | 2010–11           | Сербська Суперліга      | 24    | 4    | 3     | 0     | –               | –               | 27      | 4       |
| «Воєводина»                  | 2011–12           | Сербська Суперліга      | 30    | 6    | 5     | 0     | 2               | 0               | 37      | 6       |
| «Воєводина»                  | 2012–13           | Сербська Суперліга      | 15    | 2    | 2     | 0     | 4               | 1               | 21      | 3       |
| «Воєводина»                  | Загалом           | Загалом                 | 69    | 12   | 10    | 0     | 6               | 1               | 85      | 13      |
| «Севілья»                    | 2012–13           | Ла-Ліга                 | 7     | 0    | 3     | 0     | –               | –               | 10      | 0       |
| «Ельче» (оренда)             | 2013–14           | Ла-Ліга                 | 3     | 0    | 0     | 0     | –               | –               | 3       | 0       |
| «Алавес» (оренда)            | 2013–14           | Сегунда Дивізіон        | 13    | 1    | –     | –     | –               | –               | 13      | 1       |
| «Дьйор»                      | 2014–15           | Чемпіонат Угорщини      | 3     | 0    | –     | –     | –               | –               | 3       | 0       |
| «Ерготеліс»                  | 2015–16           | Футбольна ліга Греції   | 9     | 0    | 2     | 0     | –               | –               | 11      | 0       |
| «Желєзнічар»                 | 2015–16           | Прем'єр-ліга            | 12    | 3    | 4     | 1     | –               | –               | 16      | 4       |
| «Желєзнічар»                 | 2016–17           | Прем'єр-ліга            | 31    | 2    | 6     | 0     | –               | –               | 37      | 2       |
| «Желєзнічар»                 | Загалом           | Загалом                 | 43    | 5    | 10    | 1     | –               | –               | 53      | 6       |
| «Серветт»                    | 2017–18           | Челлендж Ліга Швейцарії | 6     | 2    | 1     | 0     | –               | –               | 7       | 2       |
| Усього за кар'єру            | Усього за кар'єру | Усього за кар'єру       | 181   | 26   | 30    | 2     | 6               | 1               | 217     | 29      |

### Матчі за збірну
Станом на match played 28 March 2017.
| Національна збірна   | Рік     | Матчі | Голи |
| -------------------- | ------- | ----- | ---- |
| Боснія і Герцеговина |         |       |      |
| 2012                 | 5       | 1     |      |
| 2013                 | 5       | 0     |      |
| 2014                 | 0       | 0     |      |
| 2015                 | 0       | 0     |      |
| 2016                 | 2       | 0     |      |
| 2017                 | 1       | 0     |      |
| Загалом              | Загалом | 13    | 1    |

### Голи за збірну
Рахунок та результат збірної Боснії і Герцеговини знаходиться на першому місці.
| Гол | Дата           | Місце                           | Суперник | Рахунок | Результат | Змагання    |
| --- | -------------- | ------------------------------- | -------- | ------- | --------- | ----------- |
| 1.  | 15 серпня 2012 | Парк і Скрлетс, Лланеллі, Уельс | Уельс    | 2–0     | 2–0       | Товариський |

## Досягнення

### Клубні
Борац (Баня-Лука)
- Кубок Боснії і Герцеговини
  -  Володар (1): 2009/10

### Індивідуальні
- Найкращий гравець боснійської Прем'єр-ліги: 2016/17